# 埃斯帕龙 (上加龙省)
埃斯帕龙（法語：Esparron，法語發音：[ɛspaʁɔ̃]）是法国上加龙省的一个市镇，属于圣戈当区。

## 地理
埃斯帕龙（43°15'53"N, 0°48'21"E）面积5.53 平方千米，位于法国奧克西塔尼大區上加龙省，该省份为法国西南部内陆省份，西南端与西班牙接壤，自此顺时针与上比利牛斯省、热尔省、塔恩-加龙省、塔恩省、奥德省和阿列日省接壤。
与埃斯帕龙接壤的市镇（或旧市镇、城区）包括：卡萨尼亚贝尔图尔纳、卡斯泰拉-维尼奥勒、埃斯卡内克拉布、利亚克、圣安德烈。

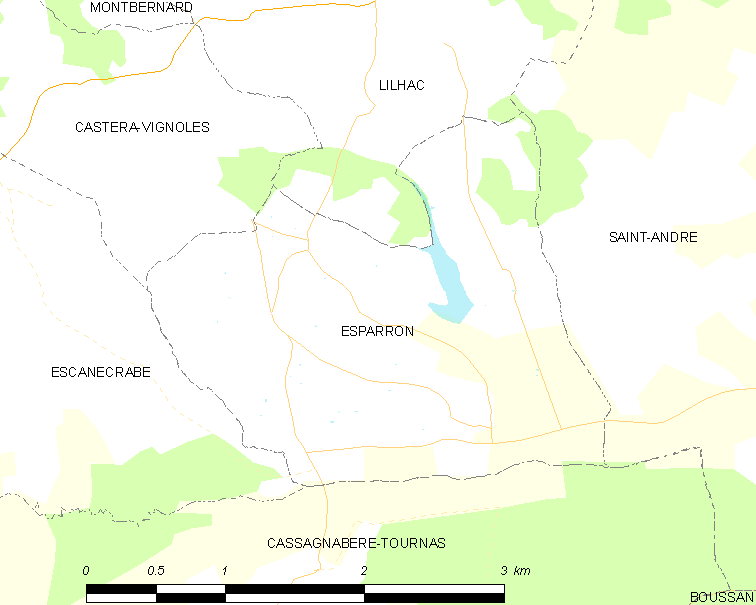
的OSM定位图

埃斯帕龙的时区为UTC+01:00、UTC+02:00（夏令时）。

## 行政
埃斯帕龙的邮政编码为31420，INSEE市镇编码为31172。

## 政治
埃斯帕龙所属的省级选区为卡泽尔县。

## 人口

1962-2008年间人口变化图示

埃斯帕龙于2022年1月1日时的人口数量为42人。